# 村山秀幸 (政治家)
村山 秀幸（むらやま ひでゆき、1948年（昭和23年）10月14日 - ）は、日本の政治家。元新潟県上越市長（3期）。

## 来歴
新潟県中頸城郡大潟町（現上越市）出身。新潟県立直江津高等学校を経て1971年（昭和46年）3月、國學院大學法学部卒業。同年4月、新潟県庁に入庁。2007年（平成19年）3月31日、県庁を退職。同年4月1日、上越市の副市長に就任。2009年（平成21年）7月24日、副市長を辞職。
2009年（平成21年）10月25日執行の上越市長選挙に無所属で立候補。元上越市長の宮越馨、上越タイムス社社長の大島誠ら2人の候補者を破り、初当選。同年11月9日、市長に就任。
※当日有権者数：166,577人 最終投票率：65.09%（前回比：-1.92pts）
| 候補者名 | 年齢 | 所属党派 | 新旧別 | 得票数   | 得票率 | 推薦・支持 |
| -------- | ---- | -------- | ------ | -------- | ------ | ---------- |
| 村山秀幸 | 61   | 無所属   | 新     | 53,071票 | 49.37% |            |
| 大島誠   | 49   | 無所属   | 新     | 30,400票 | 28.28% |            |
| 宮越馨   | 68   | 無所属   | 元     | 24,020票 | 22.35% |            |

2013年（平成25年）、無投票により再選。
2017年（平成30年）9月28日、衆議院解散。同日、上越市選挙管理委員会は臨時会を開き、10月29日投開票の上越市長選挙を1週間前倒しし、第48回衆議院議員総選挙と同日の10月22日に実施することを決めた。10月22日に行われた市長選挙で元市議の中川幹太を僅差で破り3期目の当選を果たした。
※当日有権者数：163,593人 最終投票率：64.34%（前回比：pts）
| 候補者名 | 年齢 | 所属党派 | 新旧別 | 得票数   | 得票率 | 推薦・支持 |
| -------- | ---- | -------- | ------ | -------- | ------ | ---------- |
| 村山秀幸 | 69   | 無所属   | 現     | 52,609票 | 50.70% |            |
| 中川幹太 | 42   | 無所属   | 新     | 51,147票 | 49.30% |            |

2021年（令和3年）2月24日、同年秋に予定される上越市長選挙に立候補せず3期で退任する意向を固めたと報じられた。
2022年11月3日、秋の叙勲において、旭日小綬章を受章した。

## 市政
- 2020年（令和2年）4月16日、新型コロナウイルス感染拡大の影響で売り上げが減少している市内の中小企業を支援する独自の経済対策を発表した。企業の家賃補助など3事業で、予算規模は計2億9800万円。内容は以下のとおり。（1）土地や建物のほか車両などの動産の賃貸借契約やリース契約について、3か月分を補助する。予算額は2億6000万円。（2）休業手当の一部を助成する国の雇用調整助成金の申請について、社会保険労務士などの専門家に依頼した費用について補助する。予算額は3000万円。（3）県セーフティネット資金を利用する市内企業に対し、信用保証協会に支払う信用保証料を100％市が補助する。予算額は600万円[9]。